# Krydseren Hekla
Hekla blev bygget på Orlogsværftet i København, påbegyndt i 1889 og søsat i 1890. Maskineriet var fra Burmeister & Wain og ydede 3.000 HK. Hekla blev konstrueret som en mindre udgave af den foregående krydser Valkyrien. Hekla blev efterfulgt af de to næsten identiske krydsere Geiser og Heimdal, og trioen blev betegnet som krydsere af 3. klasse. De var ikke ment som egentlige kampskibe, men skulle i stedet erstatte de orlogsskonnerter, der i 1885 var blevet forfremmet til krydsere af 3. klasse, og som efterhånden var blevet for gamle og langsomme til den hårde tjeneste som inspektionsskibe på Nordatlanten. Hekla var det eneste af de tre, der fik 15 cm kanoner af samme model som Valkyriens, det vil sige med en skudhastighed på kun omkring et skud per minut.

## Tekniske data

### Generelt
- Længde: 72,3 m
- Bredde:  10,4 m
- Dybgang: 3,5 m
- Deplacement: 1.322 ton
- Fart 17,1 knob
- Besætning: 156

### Armering
- Artilleri (1891): 2 styk 15 cm bagladekanoner L/35, 4 styk 57 mm kanoner, 6 styk 37 mm kanoner og to 8 mm mitrailleuser.
- Artilleri (1912): 2 styk 15 cm bagladekanoner L/35, 4 styk 47 mm kanoner, 6 styk 37 mm kanoner og to 8 mm mitrailleuser.

- Torpedoer (1891): 4 styk 38 cm torpedoapparater (Et i stævnen, to midtskibs og et agter).

### Panser
Panserdæk af stål på 42 mm.   

## Tjeneste
- Hekla indgik i tjeneste i 1891, og sluttede sig efter værftsprøverne til eskadren. Vekslede derefter mellem inspektionstjeneste ved Island og eskadretjeneste, og fra 1906 også tjeneste som skoleskib. Blev overført til reserven i 1910 og nu kun klassificeret som krydser. Tjenesten som krydser ophørte i 1913, armeringen blev fjernet og Hekla blev ombygget til depot- og logiskib for undervandbådene. I 1915 blev maskineriet fjernet, men Hekla forblev i brug helt frem til 1955, hvor det blev solgt til ophugning.